# Olivier Fayssat
Olivier Fayssat (Marsiglia, 24 marzo 1968) è un politico francese.

## Biografia
Olivier Fayssat è un agente assicurativo. Ex membro dei Repubblicani, è considerato vicino a Éric Ciotti.
Nelle elezioni legislative del 2024, Olivier Fayssat è il candidato dell'alleanza Rassemblement National-Repubblicani a Destra nella sesta circoscrizione delle Bocche del Rodano, che comprende il IX arrondissement di Marsiglia e gran parte del X arrondissement. Considerato un "novizio" in politica o addirittura un "completamente sconosciuto" secondo Challenges, è arrivato primo al primo turno con il 38,27% dei voti. Ha preceduto Christine Juste, vicesindaco di Marsiglia e candidata del Nuovo Fronte Popolare (28,22%), e il deputato in carica di Ensemble Lionel Royer-Perreaut (25,13%), che si è ritirato senza dare istruzioni di voto. Il 7 luglio 2024, Olivier Fayssat è stato eletto deputato con il 52,33% dei voti contro Christine Juste.